# Església de Sant Feliu de Buixalleu
L'Església de Sant Feliu de Buixalleu és una obra amb elements romànics i gòtics de Sant Feliu de Buixalleu (Selva) inclosa a l'Inventari del Patrimoni Arquitectònic de Catalunya. L'església està situada dins el petit nucli urbà en una terrassa elevada on cal accedir-hi per unes escales.

## Descripció
L'edifici, d'origen romànic, amb la nau central rectangular, amb dues naus laterals afegides posteriorment que es comuniquen amb arcs formers de mig punt. Sobre el primer tram de la nau, hi ha un cor. L'absis semicircular amb finestra central de doble esqueixada a l'exterior queda parcialment ocult per l'afegit del cos de la sagristia al costat de migdia. En aquest sector també hi ha un porxo d'arcs de mig punt, construït posteriorment, que està arrebossat. La porta d'entrada actual es troba al mur de ponent i és en arc de mig punt, amb el timpà cec. El campanar, de planta quadrada, i en part d'estil romànic, té tres pisos. Els dos primers d'estil romànic, i l'últim construït posteriorment. Són romàniques les quatre finestres geminades separades per columnes amb capitells mensuliformes, una per cara, mentre que La coberta de tot el conjunt ha estat sobrealçada. A la part superior hi ha finestres en arc de mig punt. La coberta és en forma piramidal.

## Història
Parròquia rural que dona nom a un extens municipi de l'antic terme de Montsoriu i batllia de n'Orri, del vescomtat de Cabrera. L'església és esmentada des del 1019 en la dotació de la canònica de Girona amb el nom de "Sancti Felicis de Bursoleu". El mas "Busaleu" o "Bursoleni" és citat en l'antiga documentació del monestir de Breda des del 1185 i actualment encara es troba a poca distància de l'església i del nucli.
L'església fou en endavant una església parroquial de l'ardiaconat de la Selva i, més recentment, de l'arxiprestat de Santa Coloma de Farners.
A l'edifici, d'origen romànic, se li afegiren ja en època gòtica les dues naus laterals. En les obres de restauració fetes cap el 1970 es deixaren al descobert quatre finestres romàniques.